# 笠取町
笠取町（かさとりちょう）は、愛知県名古屋市西区にある地名。現行行政地名は笠取町1丁目から笠取町4丁目。住居表示未実施。

## 地理
名古屋市西区中央部に位置する。東は庄内通、西は笹塚町、南は万代町、北は鳥見町に接する。

### 河川
- 庄内用水（惣兵衛川）

## 歴史

### 地名の由来
名塚町の字笠取の名に由来する。笠取の名の由来は未詳。

### 沿革
- 1939年（昭和14年） - 西区児玉町・新福寺町・名塚町の各一部により西区笠取町として成立[WEB 6]。
- 1949年（昭和24年） - 一部が西区庄内通に編入される[WEB 6]。
- 1959年（昭和34年） - 西区新福寺町の一部を編入[WEB 6]。

## 世帯数と人口
2019年（平成31年）2月1日現在の世帯数と人口は以下の通りである。
| 町丁   | 世帯数    | 人口    |
| ------ | --------- | ------- |
| 笠取町 | 1,183世帯 | 2,632人 |

### 人口の変遷
国勢調査による人口の推移
| 1995年（平成7年）  | 2,158人 | [ WEB 7 ]  |  |
| 2000年（平成12年） | 2,027人 | [ WEB 8 ]  |  |
| 2005年（平成17年） | 2,355人 | [ WEB 9 ]  |  |
| 2010年（平成22年） | 2,272人 | [ WEB 10 ] |  |
| 2015年（平成27年） | 2,639人 | [ WEB 11 ] |  |

## 学区
市立小・中学校に通う場合、学校等は以下の通りとなる。また、公立高等学校に通う場合の学区は以下の通りとなる。
| 番・番地等 | 小学校               | 中学校               | 高等学校 |
| ---------- | -------------------- | -------------------- | -------- |
| 全域       | 名古屋市立庄内小学校 | 名古屋市立名塚中学校 | 尾張学区 |

## 交通

### バス
名古屋市営バス（名古屋市交通局）
- 笠取町停留所[WEB 14]
  - アのりば - ■名駅13号系統（上飯田・中切町行）
  - イのりば - ■名駅13号系統（名古屋駅行）

## 施設
- 名古屋笠取郵便局
- じょうど医院
- 春日井製菓笠取工場
- 春日井製菓笠取北工場
- 春日井製菓笠取寮
- 服部製菓
- 飛騨運輸名古屋西営業所
- 庄内消防団詰所・器具庫
- 国風第一幼稚園
- クリーニングNobo本社
- 名古屋西電気工事業協同組合

## その他

### 日本郵便
- 郵便番号 : 451-0072[WEB 3]（集配局：名古屋西郵便局[WEB 15]）。

### WEB
1. ↑  “愛知県名古屋市西区の町丁・字一覧”.   人口統計ラボ. 2019年3月10日閲覧。
2. 1 2  “町・丁目(大字)別、年齢(10歳階級)別公簿人口(全市・区別)”.   名古屋市 (2019年2月20日). 2019年3月10日閲覧。
3. 1 2  “郵便番号”.  日本郵便. 2019年3月10日閲覧。
4. ↑  “市外局番の一覧”.   総務省. 2019年1月6日閲覧。
5. ↑  “西区の町名一覧”.   名古屋市 (2017年6月1日). 2019年2月28日閲覧。
6. 1 2 3 4  『なごやの町名』名古屋市計画局、1992年3月31日、218頁。
7. ↑  総務省統計局 (2014年3月28日). “平成7年国勢調査の調査結果(e-Stat) - 男女別人口及び世帯数 －町丁・字等” (CSV). 2019年4月27日閲覧。
8. ↑  総務省統計局 (2014年5月30日). “平成12年国勢調査の調査結果(e-Stat) - 男女別人口及び世帯数 －町丁・字等” (CSV). 2019年4月27日閲覧。
9. ↑  総務省統計局 (2014年6月27日). “平成17年国勢調査の調査結果(e-Stat) - 男女別人口及び世帯数 －町丁・字等” (CSV). 2019年4月27日閲覧。
10. ↑  総務省統計局 (2012年1月20日). “平成22年国勢調査の調査結果(e-Stat) - 男女別人口及び世帯数 －町丁・字等” (CSV). 2019年4月27日閲覧。
11. ↑  総務省統計局 (2017年1月27日). “平成27年国勢調査の調査結果(e-Stat) - 男女別人口及び世帯数 －町丁・字等” (CSV). 2019年4月27日閲覧。
12. ↑  “市立小・中学校の通学区域一覧”.   名古屋市 (2018年11月10日). 2019年1月14日閲覧。
13. ↑  “平成29年度以降の愛知県公立高等学校（全日制課程）入学者選抜における通学区域並びに群及びグループ分け案について”.   愛知県教育委員会 (2015年2月16日). 2019年1月14日閲覧。
14. ↑  名古屋市交通局. “なごや地図ナビ 笠取町”. 2014年1月30日閲覧。
15. ↑  郵便番号簿 平成29年度版 - 日本郵便. 2019年03月10日閲覧 (PDF)